# I’m in Love with My Car
I’m in Love with my Car ist ein Lied der englischen Rockband Queen, das auf ihrem vierten Album A Night at the Opera veröffentlicht wurde. Es ist der einzige von Schlagzeuger Roger Taylor geschriebene Song des Albums.

## Hintergrund
Taylor, der auch die Hauptstimme sang, spielte in der Demo-Version noch die Gitarre, dieser Teil wurde später von Brian May übernommen und mit dessen selbstgebauter Red-Special-Gitarre aufgenommen. Die Motor-Geräusche kommen von Taylors damaligem Auto, einem Alfa Romeo. Zum Text inspirierte Taylor einer der Roadies der Band, Johnathan Harris. Dessen Triumph TR4 wurde als die Liebe seines Lebens bezeichnet. Als Queen die erste Single des neuen Albums auskoppelte und die Wahl auf Freddie Mercurys „Bohemian Rhapsody“ fiel, drängte Taylor den Frontsänger dazu, sein Lied als B-Seite zu Bohemian Rhapsody zu veröffentlichen. Im Interview erzählte er später, er habe sich selbst zu diesem Zweck so lange in einen Schrank gesperrt, bis Mercury zugestimmt habe. I’m in Love with my Car wurde schnell zum Publikumsliebling und während der Live-Auftritte zwischen 1977 und 1981 sehr häufig gespielt. Taylor sang von seinem Schlagzeug aus, Mercury blieb am Klavier.
Im Jahr 2004 wurde der Song in einem Werbespot der Automarke Jaguar verwendet. Der Titel des Liedes wird als eine Art Running Gag in der Freddie-Mercury-Filmbiografie Bohemian Rhapsody (2018) genutzt. Anfangs wird der Text in einem Gespräch zwischen Taylor (Ben Hardy) und May (Gwilym Lee) aufgegriffen. Später im Film wird Taylor von May gefragt, was denn der „sexyste“ Teil eines Autos sei. Auch in der BBC-/Amazon-Prime-Koproduktion Good Omens (2019) ist das Stück zu hören und fasst humoristisch die tiefe Zuneigung der Hauptfigur Crowley zu seinem Oldtimer-Bentley zusammen. In der gesamten Miniserie wie schon in der Buchvorlage offenbart sich Dämon Crowley als großer Queen-Verehrer, der beim Autofahren stets lautstark Queen-Hymnen abspielt.

## Musikvideo
Das Musikvideo besteht aus einer Mischung von Schwarz-weiß-Aufnahmen, von allem was mit Fahrzeugen zu tun hat, und Aufnahmen der Band (in Farbe), wie sie das Lied spielt.

## Rezeption
Tom Reynolds (Chicago Review Press) bezeichnete den Song 2008 als eines der besten Liebeslieder, die er in den vergangenen 30 Jahren gehört habe.
Der Musikkritiker der Online-Musikdatenbank AllMusic, Donald Guarisco, beschrieb den Song als einen der „soliden, eindrucksvollen Rocksongs“, die Schlagzeuger Taylor „verlässlich zu jedem Queen-Album beigetragen“ habe, und als das wohl „bekannteste Beispiel seines Könnens“. Er hob zudem hervor, die wechselhafte musikalische Untermalung zwischen „langsam stolzierenden Hardrocktönen“ in den Strophen und „überschäumend aszendierenden“ Refrains passe optimal zum „Macho-Tonfall“ des „vielfach doppeldeutigen Textes“ und fasse dessen „wachsende Ekstase stilvoll musikalisch zusammen“. Der „spätere Konzertliebling“ sei ein „Glanzpunkt“ des Albums.

## Besetzung
- Freddie Mercury: Piano, Hintergrundgesang
- Roger Taylor: Schlagzeug, Gesang
- Brian May: Gitarre
- John Deacon: Bass

## Sonstiges
Das Musikvideo wurde am 13. Mai 2013 von Queen Official auf YouTube veröffentlicht. Es hat 10,6 Millionen Aufrufe (Stand November 2023).